# QNX
QNX — комерційна POSIX-сумісна операційна система реального часу. QNX призначена в першу чергу для вбудованих систем. Вважається[ким?] однією з найкращих реалізацій концепції мікроядерних операційних систем.
Розробника системи, фірму QNX Software Systems, у 2004 придбав Harman International, а в 2010 він був проданий канадській компанії Research In Motion (RIM, пізніше BlackBerry) Платформа RIM BlackBerry Tablet OS базується на технологіях компанії QNX Software Systems.

## Архітектура
QNX базується на ідеї роботи основної частини своїх компонентів (сервіси) поза ядром. Це відрізняє її від традиційних монолітних ядер, в яких ядро операційної системи — це одна велика програма, яка складається з багатьох «частин». Використання мікроядра в QNX дозволяє відключати будь-яку непотрібну в поточній ситуації функціональність без зміни ядра.
Версії QNX 2 і 4 працюють лише на процесорах архітектури x86 і не є повністю POSIX-сумісними.
2001-го року представлена QNX Neutrino, архітектура якої зазнала великих змін. Крім орієнтації на POSIX-стандарти і реалізації тредів безпосередньо у ядрі, система стала багатоплатформною і була портована на кілька 32-розрядних процесорних архітектур, таких як x86, MIPS, PowerPC, ARM і SuperH.
Для архітектури x86 образ файлової системи (що поєднує у собі мікроядро з менеджером процесів, менеджери ресурсів (драйвери), а також програми і бібліотеки користувача) може бути побудований з підтримкою специфікації Multiboot і завантажений початковим завантажником GNU GRUB.

## Ліцензування
12 вересня 2007 року QNX Software Systems оголосила про доступність SVN-репозиторію з текстами багатьох компонентів QNX (мікроядро і системні менеджери, повна бібліотека С, утиліти). Водночас, початкові коди багатьох необхідних компонентів, що працюють у просторі користувача (файлові системи, менеджери блокових пристроїв, мережний стек) відкриті не були.
9 квітня 2010 року Research In Motion оголосила про купівлю QNX Software Systems у Harman International Industries. У той же день доступ до SVN-репозиторіїв з текстами QNX було обмежено для широкого загалу.
QNX не є вільним програмним забезпеченням, оскільки у більшості опублікованих файлів міститься ліцензія, що прямо забороняє поширення і модифікацію програм без письмової згоди QNX Software Systems і оплати відповідних відрахувань. Втім, це не завадило як мінімум одній копії сирцевого дерева QNX поширитися через GitHub; станом на 2020 рік репозиторій клонували більше 60 користувачів.

## Версії

### QNX 4
- Watcom C/C++[en]

#### Демонстраційна дискета
5 червня 1997 року співробітник QNX Ден Гільдебранд оголосив у конференції Usenet comp.os.linux.development.system про доступність для вільного використання образу дискети об'ємом 1440 кілобайт, що містив повноцінну операційну систему для настільних комп'ютерів, включно з web-браузером. Система містила, зокрема, наступні компоненти:
- Операційна система реального часу QNX 4 (ядро, бібліотеки, драйвери пристроїв, що працюють у просторі користувача як звичайні процеси)
- Графічна підсистема Photon microGUI з базовою підтримкою кількох відеокарт
- Веббраузер Voyager (з підтримкою HTML 3.2) і вебсервер Voyager
- Стек протоколів TCP/IP, включно з підтримкою PPP (з автентифікацією по PAP або CHAP)
- Графічні програми, у тому числі оглядач файлів і текстовий редактор
- Близько 180 кілобайт документації у форматі HTML

#### QNET і протокол FLEET
- Прозора розподілена обробка даних (англ. Transparent Distributed Processing)